# Neoneura kiautai
Neoneura kiautai – gatunek ważki z rodziny łątkowatych (Coenagrionidae).